# Heteropoda sarotoides
Heteropoda sarotoides là một loài nhện trong họ Sparassidae.
Loài này thuộc chi Heteropoda. Heteropoda sarotoides được miêu tả năm 1914 bởi Järvi.